# Gerhard Weber (Politiker, 1943)
Gerhard Weber (* 22. Januar 1943 in Neustadt an der Weinstraße; † 5. Mai 1997) war ein deutscher Beamter und Politiker. Von 1988 bis zu seinem Tod war er Landrat des Landkreises Südliche Weinstraße.

## Leben und Beruf
Weber studierte von 1963 bis 1967 Jura in Freiburg und Heidelberg. Seit 1963 war er Mitglied der katholischen Studentenverbindung KDStV Arminia Freiburg im Breisgau im CV. Von 1968 bis 1971 leistete er sein Referendariat bei mehreren Gerichten und Verwaltungsbehörden ab. 1972 wurde er zum Verwaltungsassessor bei der Kreisverwaltung Bad Dürkheim berufen, noch im selben Jahr wechselte er ins Ministerium für Landwirtschaft, Weinbau und Umweltschutz, wo er Referent für Abfall- und Wasserverbandsrecht wurde. 1979 wechselte er, im Zuge eines Neuzuschnitts, ins Ministerium für Soziales, Gesundheit und Umwelt, dort war er nunmehr Referent für Abfall. 1981 wechselte er in die Bezirksregierung Rheinhessen-Pfalz, dort leitete er die Abteilung für Landwirtschaft und Umwelt.
Am 2. Mai 1988 wurde Weber zum Landrat des Landkreises Südliche Weinstraße ernannt, zunächst kommissarisch, nachdem der bisherige Amtsinhaber Walter Link zum Regierungspräsidenten in Darmstadt berufen wurde. Am 1. November 1991 wurde Weber vom Kreistag offiziell zum Landrat gewählt.
Am 5. Mai 1997 verstarb Weber an den Folgen eines Unfalls.